# Degrassi: Next Class
La primera temporada de la nueva generación de Degrassi se estrenó a nivel Canadá el 15 de enero del 2016, más tarde se lanza a nivel mundial gracias a la plataforma Netflix. Esta nueva versión hace seguimiento a las vidas y situaciones de un grupo de amigos, unos de cuarto y otros de segundo grado de secundaria. Es contemplada como una serie independiente, cuenta con nuevos desafíos como lo son problemas de acoso cibernético, enfermedades mentales, familias disfuncionales, sexualidad, feminismo, discriminación racial, enfermedades que amenazan la vida y consumo de drogas; a los cuales estos nuevos personajes se enfrentan en su vida diaria.
Esta nueva versión cuenta con 4 temporadas, 40 capítulos en total, donde se hace seguimiento a la vida de los diferentes personajes de la serie. Netflix ya cuenta con el streaming de todas las temporadas que están ambientadas en Toronto, Ontario, creada por Linda Schuyler y producida en gran parte por ella y Stephen Stohn.

## Personajes

#### Juniors (Clase 2016)[6]
- Olivia Scriven como Maya Matlin, una joven apasionada por la música y buscando su sueño de ser cantante.
- Eric Osborne como Miles Hollingsworth lll, hijo de un billonario se muestra como el más popular de la secundaria e intenta ocultar su orientación sexual.
- Ricardo Hoyos como Zig Novak, el buen chico que tiene que lidiar con problemas en su familia.
- Richard Walters como Tiny Bell, un joven que elige siempre el estudio antes que el drama escolar.
- Nikki Gould como Grace Cardinal, la chica marginal, tiene una enfermedad que podría acabar con su vida.
- Andre Kim como Winston Chu, el inteligente y gracioso.
- Ehren Kassam como Jonah Haak, el típico chico que trae problemas a las personas a su alrededor.
- Lyle Lettau como Tristan Milligan, el estudiante que llega a ser representante y además que expresa su homosexualidad con mucho carácter.
- Ana Golja como Zoë Rivas, una joven que intenta hacer feliz a todos sus amigos y familia, y no se preocupa por ella.
- Chelsea Clark como Esme Song, un personaje que siempre está buscando drama y problemas entre los estudiantes de la secundaria.
- Soma Bhatia como Goldi Nahir, una joven musulmana y feminista que tiene que lidiar con el rechazo a su cultura por parte de la sociedad e incluso contra sus propios principios.

#### Clase 2017[7]
- Sara Waisglass como Frankie Hollingsworth.
- Jamie Bloch como Yael Baron.
- Spencer MacPherson como Hunter Hollingsworth.
- Dante Scott como Vijay Maraj.
- Amir Bageria como Baaz Nahir.
- Amanda Arcuri como Lola Pacini.
- Reiyna Downs como Shay Powers.

## Episodios
Esta nueva versión de Degrassi tuvo 40 capítulos divididos en 4 temporadas:
| Temporada | Episodios | Netflix             |
| Temporada | Episodios | Estreno             |
| --------- | --------- | ------------------- |
| 1         | 10        | 15 de enero de 2016 |
| 2         | 10        | 22 de julio de 2016 |
| 3         | 10        | 6 de enero de 2017  |
| 4         | 10        | 7 de julio de 2017  |

## Producción

### Locaciones
Esta nueva versión fue grabada en los estudios de Epitome Pictures que se encuentran en Toronto, en el estudio C está ubicada la fachada de la secundaria Degrassi, también incluye una parada de bus y una calle, en el blacklot del estudio se graban las fachadas de todas las casas que se muestran en la serie. En el estudio A se encuentran los pasillos, los salones, la cafetería y los baños que también son adecuados para hacer de las habitaciones de los personajes.
Adicionalmente el estudio C se adecua para que allí se encuentren pasillos con casilleros, el gimnasio, el laboratorio y el vestíbulo de la entrada de la escuela. El estudio B contiene las casa de los personajes donde se desarrolla una gran parte de la trama. 
Por último cada salón y habitación donde se graba tienen tableros inteligentes y en los pasillos hay televisores de alta gama. Se añadió el restaurante de Lola, nuevos salones para la realización de artes digitales. 

### Concepto
Después de la última temporada en 2001 Degrassi: The Next Generation, la creadora  Linda Schuyler sabía que realizar una nueva versión le llevaría a un gran cambio sobre las historias contadas, pues la generación de mileniales trae consigo nuevos retos y problemas a los cuales se enfrentan día a día. Así nace el concepto de Degrassi: next class, con un guion que cuenta detalle a detalle todo lo que sucede en la vida de esta Generación z.

### Secuencia de apertura
La canción "Whatever It Takes" que fue compuesta por Jim MacGrath, Jody Colero, Rob Wells, Shobha y Stephen Stohn es la que le da la apertura a cada capítulo de la serie, visualmente se concentraron en hacer una serie de fotos y vídeos publicados por los personajes en sus distintas redes sociales y es así como presentan a cada uno de ellos sin necesidad de una apertura larga de cada actor/actriz. La secuencia de las publicaciones de los personajes dura 31 segundos. 

### Emisiones
El éxito de sus emisiones no fueron solo gracias a Netflix, a través de sus estrenos en Canadá y Australia lograron una gran aceptación entre su público adolescente, las fechas de estreno fueron: 
| Temporada | Canadá              | Australia          |
| --------- | ------------------- | ------------------ |
| 1         | 4 de enero de 2016  | 16 de mayo de 2016 |
| 2         | 19 de julio de 2016 | 30 de mayo de 2016 |
| Canal     | F2N, family         | ABC3               |